# Dilatação do colo do útero
Dilatação cervical (ou dilatação do colo do útero) é a abertura do colo do útero, a entrada do útero, durante o parto, aborto espontâneo, aborto induzido ou cirurgia ginecológica. A dilatação cervical pode ocorrer naturalmente ou ser induzida cirúrgica ou medicamente.

## No parto
Nos estágios finais da gravidez, o colo do útero pode já ter se aberto de 1 a 3 cm (ou mais em casos raros), mas durante o trabalho de parto, repetidas contrações uterinas levam a uma dilatação maior do colo até cerca de 6 centímetros. A partir desse ponto, a pressão da parte de apresentação (cabeça em partos de vértice ou nádegas em partos pélvicos), juntamente com as contrações uterinas, dilata o colo até 10 centímetros, o que é considerado "completo". A dilatação cervical é acompanhada pelo apagamento, o afinamento do colo.
Diretrizes gerais para a dilatação cervical:
- Fase latente: 0–3 centímetros
- Trabalho de parto ativo: 4–7 centímetros
- Transição: 8–10 centímetros
- Completa: 10 centímetros. O nascimento do bebê ocorre pouco depois dessa fase (embora a mãe nem sempre empurre imediatamente).

### Sintomas
Durante a gravidez, o óstio (abertura) do colo do útero é bloqueado por um tampão espesso de muco para evitar a entrada de bactérias no útero. Durante a dilatação, esse tampão se solta. Ele pode sair como uma peça única ou como secreção espessa de muco pela vagina. Quando isso ocorre, é um indício de que o colo está começando a dilatar, embora nem todas as mulheres percebam a saída do tampão mucoso.
O sinal de sangue é outro indicativo de que o colo está dilatando. Geralmente vem junto com o tampão mucoso e pode continuar durante o trabalho de parto, deixando o muco rosado, vermelho ou marrom. Sangue vermelho vivo geralmente não está associado à dilatação, mas a complicações sérias como descolamento prematuro da placenta ou placenta prévia. Pequenas quantidades de sangue vermelho também podem aparecer após um exame.
A dor durante a dilatação é semelhante à da menstruação (embora muito mais intensa), já que as cólicas menstruais são causadas pela passagem do endométrio através do colo. A maior parte da dor no parto é causada pelo útero se contraindo para dilatar o colo.

### Dilatação induzida no parto
Os prostaglandinas (P2 e PGE2) contribuem para o amadurecimento e dilatação do colo. O corpo produz esses hormônios naturalmente. Às vezes, prostaglandinas sintéticas são aplicadas diretamente no colo para induzir o parto. Em mulheres que tiveram cesariana, o Colégio Americano de Obstetras e Ginecologistas emitiu um boletim afirmando que o misoprostol nunca deve ser usado para esse fim. As conclusões do ACOG apontam que as propriedades de amolecimento do colágeno do misoprostol poderiam ser absorvidas pelo colo e pela vagina até a cicatriz transversal baixa de uma cesariana típica, aumentando significativamente o risco de ruptura uterina. As prostaglandinas também estão presentes no sêmen humano, e o intercurso sexual é frequentemente recomendado para estimular o início do trabalho de parto, embora os dados disponíveis sejam limitados e a eficácia desse método seja incerta.
Outros meios de amadurecimento natural do colo incluem a estimulação dos mamilos, que produz oxitocina, hormônio necessário para as contrações uterinas. A estimulação pode ser feita manualmente, com uso de bomba de leite materno, ou pela sucção. Henci Goer, em seu livro The Thinking Woman's Guide to a Better Birth, detalha pesquisas feitas nos anos 1980 com grupos de 100 e 200 mulheres. Um grupo realizou sessões de estimulação de mamilo por uma hora, três vezes ao dia. O outro grupo deveria evitar qualquer forma de estimulação dos mamilos ou relação sexual. Os pesquisadores concluíram que a prática podia amadurecer o colo e, em alguns casos, induzir contrações uterinas. No estudo menor, foi usado um monitor fetal externo e não houve casos de hiperestimulação uterina.
A dilatação cervical também pode ser induzida mecanicamente pela colocação de dispositivos no colo que se expandem. Um cateter com balão pode ser utilizado. Outros produtos incluem dilatadores osmóticos, como a vareta de laminária (feita de algas marinhas secas) ou materiais higroscópicos sintéticos, que se expandem em ambiente úmido.
Revisões sistemáticas de 2021 não encontraram diferenças nos resultados de parto por cesariana, nem em resultados neonatais ou maternos, entre o amadurecimento cervical feito em ambiente hospitalar ou ambulatorial.

## No cuidado ao aborto
No tratamento do aborto espontâneo ou aborto induzido, a preparação (amolecimento e dilatação) do colo permite que as cânulas de aspiração a vácuo passem mais facilmente para o útero, o que pode tornar o procedimento mais curto, confortável e fácil de realizar. A preparação também pode reduzir as complicações raras de perfuração uterina e lesão cervical. As opções para preparação do colo antes do aborto incluem dilatadores osmóticos e agentes farmacológicos. Os dilatadores osmóticos produzem dilatação ampla de forma previsível e são geralmente usados em gestações mais avançadas. Agentes farmacológicos, como misoprostol e mifepristona, amolecem o colo e facilitam a dilatação, podendo ser usados sozinhos em gestações iniciais, ou combinados com dilatadores osmóticos antes da dilatação e evacuação.

## Na histeroscopia
Na histeroscopia, o diâmetro do histeroscópio é geralmente grande demais para passar diretamente pelo colo do útero, exigindo dilatação prévia. A dilatação pode ser feita com a introdução de dilatadores cervicais de diâmetros progressivos. O misoprostol antes da histeroscopia para dilatação do colo parece facilitar o procedimento apenas em mulheres na pré-menopausa.